# Colleville (Seine-Maritime)
Colleville ist eine französische Gemeinde mit 766 Einwohnern (Stand: 1. Januar 2022) im Département Seine-Maritime in der Region Normandie. Sie gehört zum Arrondissement Le Havre und zum Kanton Fécamp (bis 2015: Kanton Valmont). Die Einwohner werden Collevillais genannt.

## Geographie
Colleville liegt im Pays de Caux etwa 37 Kilometer nordöstlich von Le Havre und etwa fünf Kilometer südlich von der Alabasterküste zum Ärmelkanal am Fluss Valmont. Umgeben wird Colleville von den Nachbargemeinden Sainte-Hélène-Bondeville im Norden, Angerville-la-Martel im Osten und Nordosten, Valmont im Osten und Südosten, Thiergeville im Süden und Südosten, Toussaint im Süden und Südwesten, Fécamp im Westen sowie Senneville-sur-Fécamp im Nordwesten.

## Bevölkerungsentwicklung
| Jahr                      | 1962 | 1968 | 1975 | 1982 | 1990 | 1999 | 2006 | 2013 |
| Einwohner                 | 488  | 490  | 492  | 594  | 671  | 703  | 676  | 758  |
| Quelle: Cassini und INSEE |      |      |      |      |      |      |      |      |

## Sehenswürdigkeiten
- Kirche Saint-Martin aus dem 19. Jahrhundert
- Schloss Hongerville aus dem 16. Jahrhundert